# Ona Šimaitė

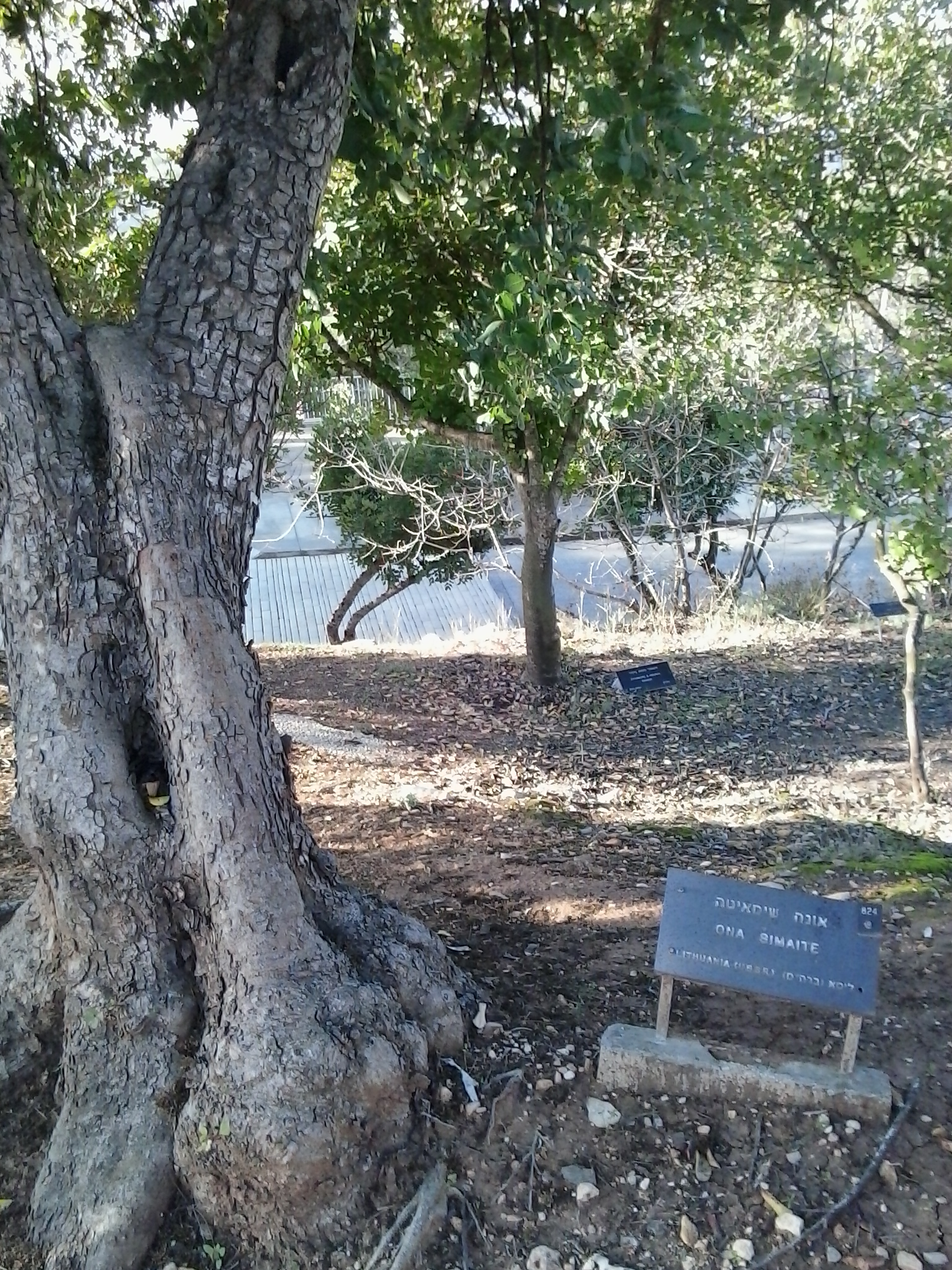
Arbre dédié à Ona Šimaitė à Yad Vashem.

Ona Šimaitė, née le 6 janvier 1894 à Akmenė (Empire Russe) et morte le 17 janvier 1970 à Cormeilles-en-Parisis (France), est une bibliothécaire et écrivaine lituanienne qui utilise son rôle à l'université de Vilnius pour sauver des juifs du ghetto de Vilnius. Elle reçoit le titre de Juste parmi les nations en 1966.

## Biographie

### Enfance et éducation
Ona Šimaitė est née dans une famille pauvre. À l'âge de 8 ans, elle part avec ses parents à Riga où elle obtient son diplôme d'études primaires et secondaires. Avec le déclenchement de la Première Guerre mondiale, la famille déménage en Russie.
Dans les années 1914-1919, elle étudie la pédagogie à l'Université d'État de Moscou. Elle suit des cours à la Faculté de droit. Elle travaille comme tutrice auprès d'enfants sans domicile fixe dans divers établissements d'enseignement.
Bien qu'elle soit d'abord une fervente catholique, elle abandonne sa foi à la suite de la révolution russe,. Elle se décrit comme athée et une anarchiste.

### Retour en Lituanie
En 1922, Ona Šimaitė retourne en Lituanie et habite à Kaunas. Dans les années 1922-1924, elle travaille comme enseignante dans une école primaire juive.
En 1924, Ona Šimaitė entame des études de lettres à l'université de Kaunas. Elle fréquente des écrivains de gauche tel que Kazys Boruta.
Dans les années 1922-1937, avec de courtes pauses, Ona Šimaitė est traductrice à l' ambassade de l'URSS à Kaunas. En 1937, elle travaille à la bibliothèque Abelis Balošeris, puis à la bibliothèque de la Société lituanienne des enfants, et dans les années 1938-1940 à la bibliothèque de l'université de Vilnius. En 1940, elle s'installe à Vilnius. Elle catalogue les livres et dirige le département des estampes anciennes. En 1941, elle est transférée à la faculté théologique lituanienne de l'Université de Vilnius.
Elle est aussi membre de l'Association des bibliothécaires lituaniens.

### Occupation nazie et déportation
Pendant l'occupation allemande de la lituanie, Ona Šimaitė soutient matériellement les habitants du ghetto de Vilnius, organise des collectes de fonds pour aider les Juifs, crée de faux-papiers, fait passer en contrebande de la nourriture, des médicaments et des armes, organise des évasions du ghetto, cache des Juifs. Par exemple, elle cache dans la bibliothèque universitaire de Vilnius Tania Wachsman avec l'accord des autorités universitaires et trouve un refuge pour des juifs du ghetto dans la maisons d'amis. Pendant près de deux ans (de septembre 1941 à avril 1943), elle aide les juifs emprisonnés dans le ghetto,. Elle est autorisée à se déplacer à l’intérieur du ghetto pour rechercher des livres qui n'ont pas été rendus à la bibliothèque universitaire de Vilnius. Elle contribue à la préservation des livres juifs, des documents d'archives et des manuscrits. Elle réussit à conserver des écrits importants de l’écrivain classique juif Isaac Lejba Perec, des chansons écrites par le poète Avram Sutzkever, des articles d'historiens juifs sur le ghetto et d'autres documents précieux qui sont cachés à l'Université de Vilnius. Dans les années 1941-1943, dans une cache située à la faculté théologique lituanienne de l'Université de Vilnius, elle conserve environ 200 lettres de Juifs du ghetto de Vilnius. Elle explique ses actions par son amour pour la culture juive et le fait qu'elle ne pouvait s'empêcher de voir la souffrance des Juifs sans rien faire. Ses efforts permettent de créer l'une des plus larges collections sur la culture juive en Europe de l'Est. Elle s'est aussi inspirée de l'attitude de son grand-père, avec qui elle a vécu les 8 premières années de sa vie, et qui était un grand ami des juifs.
Le 28 avril 1944, Ona Šimaitė est arrêtée pour avoir caché des juifs du ghetto de Vilnius. Lors de la perquisition de l'appartement sont confisqués des livres juifs, des incunables, des photographies anciennes, des mémoires, des archives et des manuscrits. Elle est torturée mais ne parle pas. Elle n'a pas noté d'adresses ou de noms car elle s'efforce de s'en souvenir. En avril, elle est condamnée à mort. Le recteur de l'université de Vilnius, Mykolas Biržiška soudoie les fonctionnaires allemands et sa peine de mort est commutée en déportation en camp de concentration, dans un premier temps à Prawieniszki. Puis, elle est détenue pendant quatre mois dans les camps de concentration de Dachau et de Leudelange. Elle évoque peu ses séjours en camps de concentration et certains experts doutent de sa présence en ces lieux.

### Retour de camp et vie en France
Après la libération du camp de Leudelange en septembre 1944, elle ne retourne pas en Lituanie. Gravement malade, elle se retrouve au camp d'internement de La Courtine en Nouvelle-Aquitaine avec d'autres prisonniers libérés par les soldats américains. Puis elle travaille dans une buanderie et une cantine à Toulouse, et s'installe ensuite à Paris. Elle y réside jusqu'en 1953 et vit en lavant et cousant des poupées. Elle finit par obtenir un emploi dans une bibliothèque privée. À l'instigation de ses amis, elle fait les démarches pour recevoir une indemnité pour le temps passé dans un camp de concentration. Elle maintient des contacts avec les plus importantes bibliothèques lituaniennes et mondiales. En conséquence, elle apporte à Paris des livres publiés en Lituanie et envoie des publications principalement en français et d'autres matériaux à l'Université de Vilnius et à la Bibliothèque nationale de Lituanie (Martynas Mažvydas).
Dans les années 1953-1956, elle vit à Petah Tikva en Israël, à la suite de l'invitation de Tania Wachsman, qu'elle a sauvée,. En 1956, elle rentre vivre à Paris, vivant dans la misère. Elle passe les dernières années de sa vie dans une maison de retraite à Cormeilles-en-Parisis. Elle n'a pas de tombe car, comme elle le souhaite, son corps est donné à la médecine.

### Vie privée
Ona Šimaitė ne s'est pas mariée et n'a pas d'enfants. Elle parle lituanien, polonais, russe, français, allemand et un peu d'hébreu.

## Œuvre littéraire
En 1940-1941, elle publie dans Głos Wileński.
Après la guerre, elle traduit et écrit sur les écrivains lituaniens, les habitants du ghetto de Vilnius et prépare des publications sur les Lituaniens et les Juifs pendant l'occupation allemande. Elle aide à rassembler des poèmes pour le recueil de poésie de Jurgis Baltrušaitis Poezja. Depuis l'étranger, elle travaille sur la bibliographie de Mikalojus Konstantinas Čiurlionis des matériaux et avec la Lituanie.
Elle écrit sur le ghetto de Vilnius dans la presse juive en France, en Israël, aux États -Unis, en Argentine et en Afrique du Sud . Dans les années 1953-1969, elle rencontre des Juifs qui ont survécu à la Shoah et documente leur experience.
Ses lettres et ses journaux intimes sont conservés à la Bibliothèque nationale de Lituanie (Martynas Mažvydas), la Bibliothèque centrale de l'Académie des sciences, la Bibliothèque de l'Université de Vilnius, les Archives lituaniennes de littérature et d'art et le Musée d'État juif Gaon à Vilnius.

## Notoriété et hommages

### Reconnaissance
Le 9 avril 2004, une plaque commémorative dédiée à Ona Šimaitė est posée dans l'université de Vilnius.
En 2013, une rue près de la faculté de théologie de Vilnius à Vilnius porte son nom. En 2015, l'ancienne rue Kūdrų dans le centre-ville est rebaptisée et porte son nom.
En 2019, une plaque commémorative est mise sur le mur de la maison où elle vécut à Vilnius. La même année, la bibliothèque municipale d'Akmenė porte son nom.

### Hommage
Le 15 mars 1966, Yad Vashem, décerne à Ona Šimaitė le titre de Juste parmi les nations ce qui fait d'elle l'une des premières lituaniennes à recevoir cet hommage. Selon un journal argentin (rapport de 1963), elle réussit à sauver la vie d'environ 100 enfants juifs bien que le nombre exact soit inconnu.
En 2002, par décret du Président de la République de Lituanie, elle reçoit à titre posthume la Croix du salut des mourants.